# Catherine Frarier
Catherine Frarier (ur. 11 lutego 1959) – francuska narciarka, uprawiająca narciarstwo dowolne. Zajęła 8. miejsce w jeździe po muldach na mistrzostwach świata w Tignes. Nigdy nie startowała na igrzyskach olimpijskich. Najlepsze wyniki w Pucharze Świata osiągnęła w sezonie 1983/1984, kiedy to zajęła drugie miejsce w klasyfikacji generalnej i klasyfikacji kombinacji. Ponadto w sezonie 1985/1986 była druga, a w sezonie 1984/1985 trzecia w klasyfikacji jazdy po muldach.
W 1986 r. zakończyła karierę.

## Sukcesy

### Mistrzostwa świata
| Miejsce | Dzień    | Rok  | Miejscowość | Konkurencja      | Zwycięzca      |
| ------- | -------- | ---- | ----------- | ---------------- | -------------- |
| 8.      | 2 lutego | 1986 | Tignes      | Jazda po muldach | Mary-Jo Tiampo |

### Puchar Świata

#### Miejsca w klasyfikacji generalnej
- 1980/1981 – 24.
- 1981/1982 – 8.
- 1982/1983 – 5.
- 1983/1984 – 2.
- 1984/1985 – 10.
- 1985/1986 – 8.

#### Miejsca na podium
1. Mont-Sainte-Anne – 7 lutego 1982 (Skoki akrobatyczne) – 3. miejsce
2. Sella Nevea – 28 lutego 1982 (Kombinacja) – 2. miejsce
3. Tignes – 26 marca 1982 (Skoki akrobatyczne) – 3. miejsce
4. Tignes – 26 marca 1982 (Kombinacja) – 2. miejsce
5. Angel Fire – 19 marca 1983 (Kombinacja) – 3. miejsce
6. Angel Fire – 19 marca 1983 (Kombinacja) – 3. miejsce
7. Stoneham – 15 stycznia 1984 (Kombinacja) – 2. miejsce
8. Stoneham – 15 stycznia 1984 (Skoki akrobatyczne) – 2. miejsce
9. Breckenridge – 21 stycznia 1984 (Kombinacja) – 2. miejsce
10. Breckenridge – 21 stycznia 1984 (Skoki akrobatyczne) – 1. miejsce
11. Courchevel – 5 lutego 1984 (Kombinacja) – 1. miejsce
12. Courchevel – 5 lutego 1984 (Jazda po muldach) – 1. miejsce
13. Göstling – 27 lutego 1984 (Kombinacja) – 1. miejsce
14. Göstling – 27 lutego 1984 (Jazda po muldach) – 3. miejsce
15. Oberjoch – 4 marca 1984 (Kombinacja) – 2. miejsce
16. Campitello Matese – 8 marca 1984 (Kombinacja) – 2. miejsce
17. Sälen – 22 marca 1984 (Kombinacja) – 2. miejsce
18. Tignes – 29 marca 1984 (Kombinacja) – 2. miejsce
19. Tignes – 12 grudnia 1984 (Jazda po muldach) – 1. miejsce
20. Mont Gabriel – 11 stycznia 1985 (Jazda po muldach) – 2. miejsce
21. Lake Placid – 18 stycznia 1985 (Jazda po muldach) – 3. miejsce
22. Breckenridge – 26 stycznia 1985 (Jazda po muldach) – 3. miejsce
23. Sälen – 24 marca 1985 (Jazda po muldach) – 2. miejsce
24. Mont Gabriel – 11 stycznia 1986 (Jazda po muldach) – 2. miejsce
25. Lake Placid – 17 stycznia 1986 (Jazda po muldach) – 1. miejsce
26. Breckenridge – 25 stycznia 1986 (Jazda po muldach) – 1. miejsce
27. Oberjoch – 1 marca 1986 (Jazda po muldach) – 2. miejsce

- W sumie 7 zwycięstw, 13 drugich i 7 trzecich miejsc.